# Zabytkowa Kopalnia Srebra
Zabytkowa Kopalnia Srebra (dawniej Zabytkowa Kopalnia Rud Srebronośnych) – trasa turystyczna znajdująca się w Tarnowskich Górach umożliwiająca zwiedzanie podziemi dawnej kopalni kruszców srebronośnych, założonej w triasowych dolomitach i wapieniach.
Od 2004 część pomnika historii Tarnowskie Góry – podziemia zabytkowej kopalni rud srebronośnych oraz sztolni „Czarnego Pstrąga”. Od lipca 2017 jest wpisana na Listę Światowego Dziedzictwa UNESCO jako jeden z obiektów wpisu o nazwie: Kopalnia rud ołowiu, srebra i cynku wraz z systemem gospodarowania wodami podziemnymi w Tarnowskich Górach.
Zabytkowa Kopalnia Srebra jest jedną z czterech gwiazd Szlaku Zabytków Techniki Województwa Śląskiego. Od 2014 roku Kopalnia dołączyła do Europejskiego Szlaku Dziedzictwa Przemysłowego (ERIH) jako tak zwany Punkt Kotwiczny.

## Informacje ogólne
Kopalnia znajduje się w Tarnowskich Górach przy ul. Szczęść Boże 81. Stanowi jeden z dwóch udostępnionych do zwiedzania w 1976 roku fragmentów wyrobisk podziemnych Królewskiej Kopalni Fryderyk (niem. Königliche Friedrichsgrube), która funkcjonowała od 1784 roku do 1911 lub 1912 roku. Jest częścią podziemnego labiryntu wyrobisk górniczych, chodników i sztolni odwadniających, którego długość wynosi ponad 150 km.
Na głębokości 40 m powstał szlak turystyczny o długości 1740 m i kształcie trójkąta, łączący trzy szyby: „Anioł”, „Żmija” i „Szczęść Boże”. W czasie niezwykłej wędrówki turyści oglądają pochodzące z XVIII i XIX w. przodki górnicze, dawne stanowiska pracy i narzędzia. Ze szlakiem sąsiadują trzy komory o wielkości od 500 do 2000 m². Blisko 300-metrowy fragment trasy trzeba pokonać łodzią. W 2012 roku podziemna trasa turystyczna została udźwiękowiona w autentyczne odgłosy ciężkiej pracy gwarków, efekty zawału kopalnianego, jadących wózków i robót strzałowych.
W budynku nadszybia Kopalni Srebra znajduje się multimedialna wystawa (otwarta 20 kwietnia 2012 roku), na której prezentowane są treści związane z historią, geologią, technikami wydobycia i odwadniania tarnogórskich podziemi. Można tam obejrzeć m.in. dawne narzędzia, płuczkę, lampy używane pod ziemią, kubły do wydobywania urobku, a także górniczą przenośną toaletę. Jednym z elementów wystawy jest maszyna parowa, pierwsza na Górnym Śląsku, zainstalowana na obecnych terenach miasta w 1788 roku.
Na terenie kopalni znajdują się: sala kinowo-konferencyjna, restauracja, sklepy z pamiątkami i minerałami oraz parking. Trasa Zabytkowej Kopalni Srebra jest przystosowana dla osób niepełnosprawnych. W podziemiach panuje specyficzny mikroklimat o stałej temperaturze 10 °C.
Tuż przy budynku kopalni znajduje się Skansen Maszyn Parowych[1]. To bogata kolekcja maszyn parowych używanych w dawnym przemyśle. Znajdują się tu takie eksponaty jak: walec drogowy, dźwig kolejowy, lokomobila, liczne parowozy, agregat prądotwórczy, pompy parowe oraz maszyny wyciągowe. Lokalizacja przykopalnianego skansenu nawiązuje do historii tarnogórskiego górnictwa, którego decydującym elementem dynamicznego rozwoju w XIX w. było wprowadzenie nowoczesnej techniki parowej. Nową atrakcją dla całej rodziny jest przejażdżka Małą Koleją Skansenową wokół skansenu. Długość trasy wynosi 500 metrów. Jazdą tą niewielką kolejką, w otoczeniu zabytkowych maszyn, dostarcza niezapomnianych wrażeń.
Zabytkową Kopalnią Srebra oraz Sztolnią Czarnego Pstrąga zarządza Stowarzyszenie Miłośników Ziemi Tarnogórskiej.
Od 19 października 2006 Zabytkowa Kopalnia Srebra znajduje się na trasie Szlaku Zabytków Techniki Województwa Śląskiego. Podziemia zabytkowej kopalni i Sztolnia Czarnego Pstrąga zostały uznane za pomnik historii rozporządzeniem Prezydenta RP z 14 kwietnia 2004 roku (Dz.U. z 2004 r. nr 102, poz. 1062).

## Obiekt UNESCO
Zabytkowa Kopalnia Srebra w Tarnowskich Górach była jednym z obiektów zgłoszonych przez Ministerstwo Kultury i Dziedzictwa Narodowego na wniosek Stowarzyszenia Miłośników Ziemi Tarnogórskiej do wpisu na listę światowego dziedzictwa UNESCO. Zgłoszenie obejmowało również inne obiekty pogórnicze z Tarnowskich Gór, Bytomia i gminy Zbrosławice. Wpisu na listę dokonano podczas 41. sesji Komitetu Światowego Dziedzictwa w Krakowie 9 lipca 2017.